# 국적
국적(國籍, Nationality)은 국가의 구성원이 되는 자격을 말한다. 국가를 구성하는 3대 요소(국토, 주권, 국민) 중 하나인 국민은 일정한 자격을 갖춘 사람에게 국적을 부여함으로써 만들어진다.
국적을 얻을 수 있는 자격은 각 국가의 법률에 정해져 있는데, 영토 안에서 그 국가의 국적을 가진 부부 사이에 태어난 아기는 어느 국가든 간에 자동적으로 국적이 부여되도록 규정되어 있다. 미국과 캐나다 등 속지주의를 택하는 국가는 다른 국가의 국적을 가진 부부 사이에서 태어난 아기라도 국적을 부여하며, 또는 대한민국과 같은 속인주의 국가에서는 모국과 부국의 국적이 다르면 이중국적을 부여할 수도 있다.
이미 국적을 가진 자 혹은 무국적자는 귀화를 통해 국적을 취득할 수 있다. 오래전에는 국적을 바꾸는 것이 거의 불가능했지만 현대에는 국적을 바꾸는 것이 어렵지 않으며, 여러 개의 국적(이중국적, 이국적, 복수국적, 다중국적)을 가진 사람도 볼 수 있다. 대한민국은 이중국적이 허용되지 않으므로, 타 국적을 취득하면 기존의 국적이 사라지게 된다.(단, 대한민국과 조선민주주의인민공화국, 중화인민공화국과 중화민국처럼 서로를 국가로 인정하지 않는 국가간에는 해당되지 않는다. 가령, 대한민국 영토 내에서는 조선민주주의인민공화국의 국적은 효력이 없다.  단, 미국, 캐나다는 이중국적을 허용하므로, 타 국적을 취득해도 사라지지 않는다.

## 국가별 국적

### 대한민국
대한민국은 병역 기피 문제가 국적 문제를 통해 드러났기에, 이중국적이 허용되지 않는 국가이다. 법무부는 복수국적자(옛 이중국적자)의 국내 외국인 등록을 금지하는 국적법 개정안을 입법을 예고했다.
그러나 2010년 ~ 2011년, 복수국적을 허용하는 국적법이 새로 개정되어 복수국적자를 법에서 제한적으로 수용하게 되었다.
대한민국을 대표해 해외공관에 근무하는 외교관들 다수가 자녀들을 ‘이중국적’으로 방치한 것으로 나타났다. 이중국적의 90%는 미국 국적이었다.
국적법은 남성 복수국적자가 18세가 돼 제1국민역으로 편입된 때로부터 3개월 내에는 자유롭게 국적을 선택할 수 있도록 하되 그 이후부터는 병역 문제를 해소하지 않는 한 국적 이탈을 할 수 없도록 하고 있다. 이 조항 때문에 복수국적자는 만 38세가 되기 전까지는 한국 국적을 포기할 수 없고, 한국에서 3개월 이상 체류하면 병역 의무가 부과된다.

### 아르헨티나
아르헨티나의 국적은 한 번 취득하면 국적 포기가 불가능하다.

## 국가별 국적 포기

### 대한민국
대한민국은 국적상실과 국적이탈을 포함한다.
| 연도   | 인구     | 비고                                  |
| ------ | -------- | ------------------------------------- |
| 2021년 | 25,584명 | 2021년 1월 ~ 8월 당시 17,047명이었다. |
| 2020년 | 28,686명 | 2020년 1월 ~ 6월 당시 17,617명이었다. |
| 2019년 | 24,539명 |                                       |
| 2018년 | 33,594명 | 국적이탈자 6,986명으로 증가           |
| 2017년 | 21,269명 | -                                     |
| 2016년 | 36,404명 | 국적상실자 3만명 이상으로 증가        |
| 2015년 | 17,529명 | -                                     |
| 2014년 | 19,472명 | -                                     |
| 2013년 | 20,090명 | -                                     |
| 2012년 | 18,465명 | -                                     |
| 2011년 | 22,797명 | -                                     |
| 2010년 | 22,865명 | -                                     |
| 2009년 | 22,022명 | -                                     |
| 2008년 | 20,439명 | -                                     |
| 2007년 | 23,528명 | -                                     |
| 2006년 | 22,372명 | -                                     |
| 2005년 | 25,787명 | -                                     |
| 2004년 | 23,297명 | -                                     |
| 2003년 | 28,457명 | -                                     |
| 2002년 | 24,753명 | -                                     |
| 2001년 | 11,209명 | -                                     |
| 2000년 | 16,885명 | -                                     |
| 1999년 | 15,304명 | -                                     |
| 1998년 | 15,098명 | -                                     |
| 1997년 | 9,131명  | -                                     |
| 1996년 | 17,820명 | -                                     |
| 1995년 | 11,490명 | -                                     |
| 1994년 | 6,064명  | -                                     |
| 1993년 | 14,348명 | -                                     |
| 1992년 | 8,875명  | -                                     |
| 1991년 | 12,404명 | -                                     |
| 1990년 | 11,924명 | -                                     |
| 1989년 | 7,935명  | -                                     |
| 1988년 | 6,762명  | -                                     |
| 1987년 | 7,853명  | -                                     |
| 1986년 | 9,818명  | -                                     |
| 1985년 | 4,378명  | -                                     |

### 일본
2012년부터 2020년까지는 국적상실과 국적이탈을 포함한다.
| 연도   | 인구    | 비고 |
| ------ | ------- | ---- |
| 2020년 | 1,596명 | -    |
| 2019년 | 2,231명 | -    |
| 2018년 | 2,262명 | -    |
| 2017년 | 1,942명 | -    |
| 2016년 | 1,671명 | -    |
| 2015년 | 1,439명 | -    |
| 2014년 | 1,502명 | -    |
| 2013년 | 1,147명 | -    |
| 2012년 | 973명   | -    |
| 2011년 | 880명   | -    |
| 2010년 | 763명   | -    |
| 2009년 | 837명   | -    |
| 2008년 | 798명   | -    |
| 2007년 | 767명   | -    |

### 대만
| 연도   | 인구  | 비고 |
| ------ | ----- | ---- |
| 2014년 | 652명 | -    |
| 2010년 | 838명 | -    |
| 2009년 | 844명 | -    |
| 2008년 | 780명 | -    |
| 2007년 | 716명 | -    |
| 2006년 | 792명 | -    |
| 2005년 | 803명 | -    |
| 2004년 | 824명 | -    |
| 2003년 | 869명 | -    |
| 2002년 | 814명 | -    |
| 2001년 | 802명 | -    |
| 2000년 | 763명 | -    |

### 홍콩
| 연도   | 인구    | 비고 |
| ------ | ------- | ---- |
| 2010년 | 186명   | -    |
| 2009년 | 170명   | -    |
| 2008년 | 159명   | -    |
| 2007년 | 146명   | -    |
| 2006년 | 155명   | -    |
| 2005년 | 123명   | -    |
| 2004년 | 213명   | -    |
| 2003년 | 145명   | -    |
| 2002년 | 139명   | -    |
| 2001년 | 174명   | -    |
| 2000년 | 137명   | -    |
| 1999년 | 159명   | -    |
| 1998년 | 606명   | -    |
| 1997년 | 2,283명 | -    |

### 미국
| 연도   | 인구    | 비고 |
| ------ | ------- | ---- |
| 2016년 | 5,411명 | -    |
| 2015년 | 4,279명 | -    |
| 2014년 | 3,415명 | -    |
| 2013년 | 2,999명 | -    |
| 2012년 | 932명   | -    |
| 2011년 | 1,781명 | -    |
| 2010년 | 1,534명 | -    |
| 2009년 | 742명   | -    |
| 2008년 | 231명   | -    |
| 2007년 | 470명   | -    |
| 2006년 | 278명   | -    |

### 이탈리아
이탈리아에는 청년 국적포기자만 존재한다.
| 연도   | 인구     | 비고 |
| ------ | -------- | ---- |
| 2016년 | 50,000명 | -    |
| 2012년 | 26,000명 | -    |
| 2007년 | 16,000명 | -    |

## 같이 보기
- 재외동포
- 시민권